# پل آدم

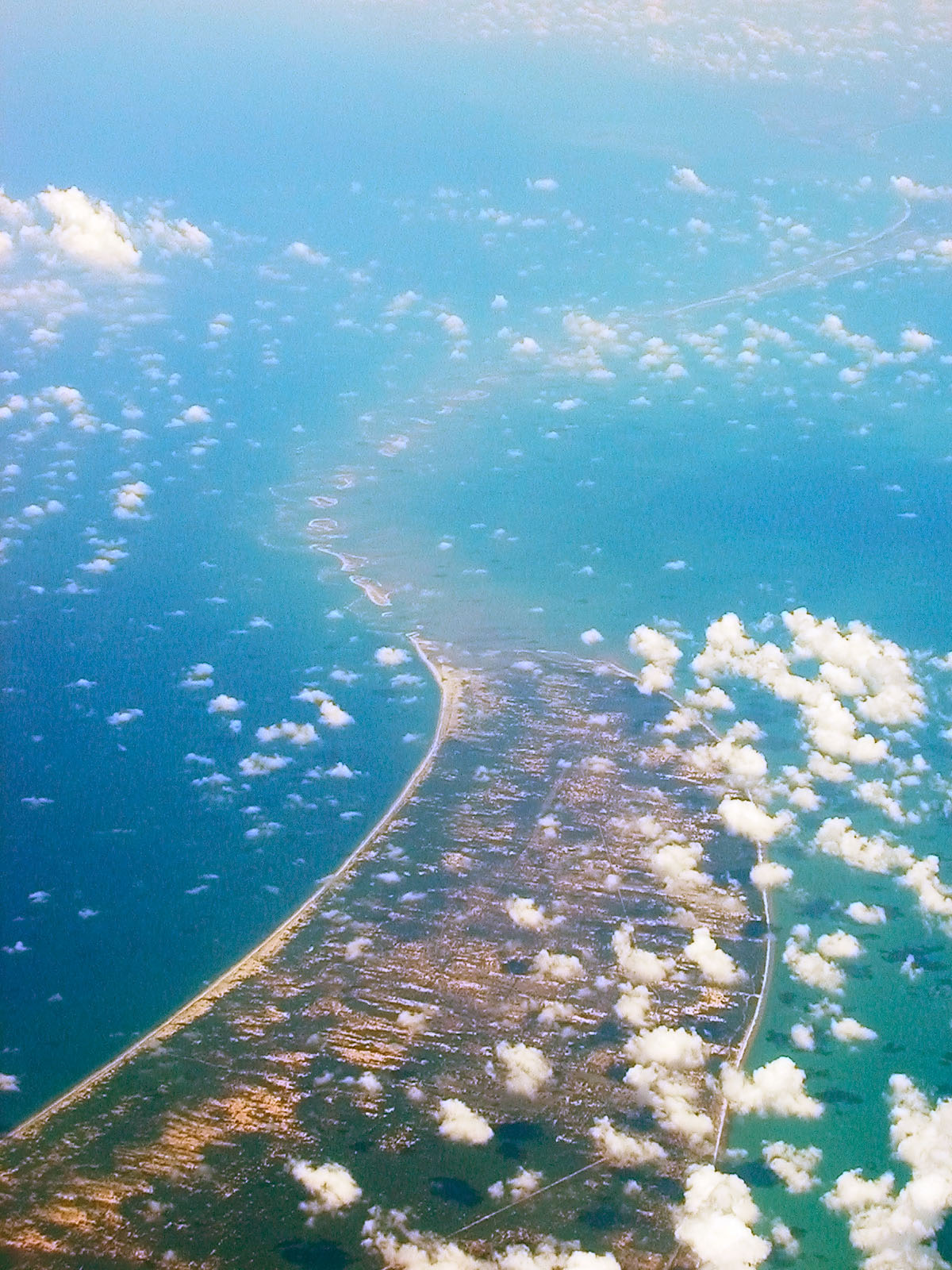
عکس هوایی پل آدم

پل آدم (به تامیلی: ஆதாம் பாலம்) که به نام پل راما نیز نامیده می‌شود، یک سد ساحلی زنجیره‌ای از سنگ آهک است که بین جزیره پامبان در ساحل جنوب شرقی تامیل نادو کشور هند و جزیره منار در ساحل شمال‌غربی سری‌لانکا قرار دارد. شواهد زمین‌شناسی نشان می‌دهد که این پل در گذشته راه ارتباط زمینی بین هند و سری‌لانکا بوده است.
پل آدم ۳۰ کیلومتر (۱۹ مایل) طول دارد و خلیج منار (جنوب غرب) را از تنگه پالک (شمال شرق) جدا مسازد. بخشی از کناره‌های ماسه‌ای آن خشک بوده و ژرفای دریا در این نواحی بسیار کم (۱ تا ۱۰ متر) است که مانعی برای ناوبری و کشتی‌رانی به شمار می‌رود. بر اساس گزارش‌ها پل آدم تا قرن ۱۵ میلادی و پیش از این که بستر دریا توسط توفان‌ها ژرف‌تر شود، توسط انسان قابل گذر بوده است. طبق گزارش‌های ثبت شده در معابد منطقه، پل آدم تا قبل از ویرانی بر اثر وقوع یک چرخند در سال ۱۴۸۰ میلادی، به‌طور کامل بالاتر از سطح آب دریا قرار داشته است.